# William Russell (rugby à XV)
Pour les articles homonymes, voir Russell et William Russell.
Pas d'image ? Cliquez ici

b Matchs officiels uniquement.
William L. Russell est un joueur de rugby écossais, évoluant avec l'Écosse au poste de troisième ligne aile.

## Carrière
William Russell a disputé son premier test match le 18 novembre 1905 contre l'équipe de Nouvelle-Zélande de rugby à XV en tournée en 1905-1906 un match perdu 12-7. Il a disputé son dernier test match le 17 mars 1906 contre l'Angleterre.

## Statistiques en équipe nationale
- 4 sélections pour l'Écosse.
- Sélections par année : 1 en 1905, 3 en 1906
- Participation au tournoi britannique en 1906